# Spedizione alpinistica tedesca al Nanga Parbat del 1938

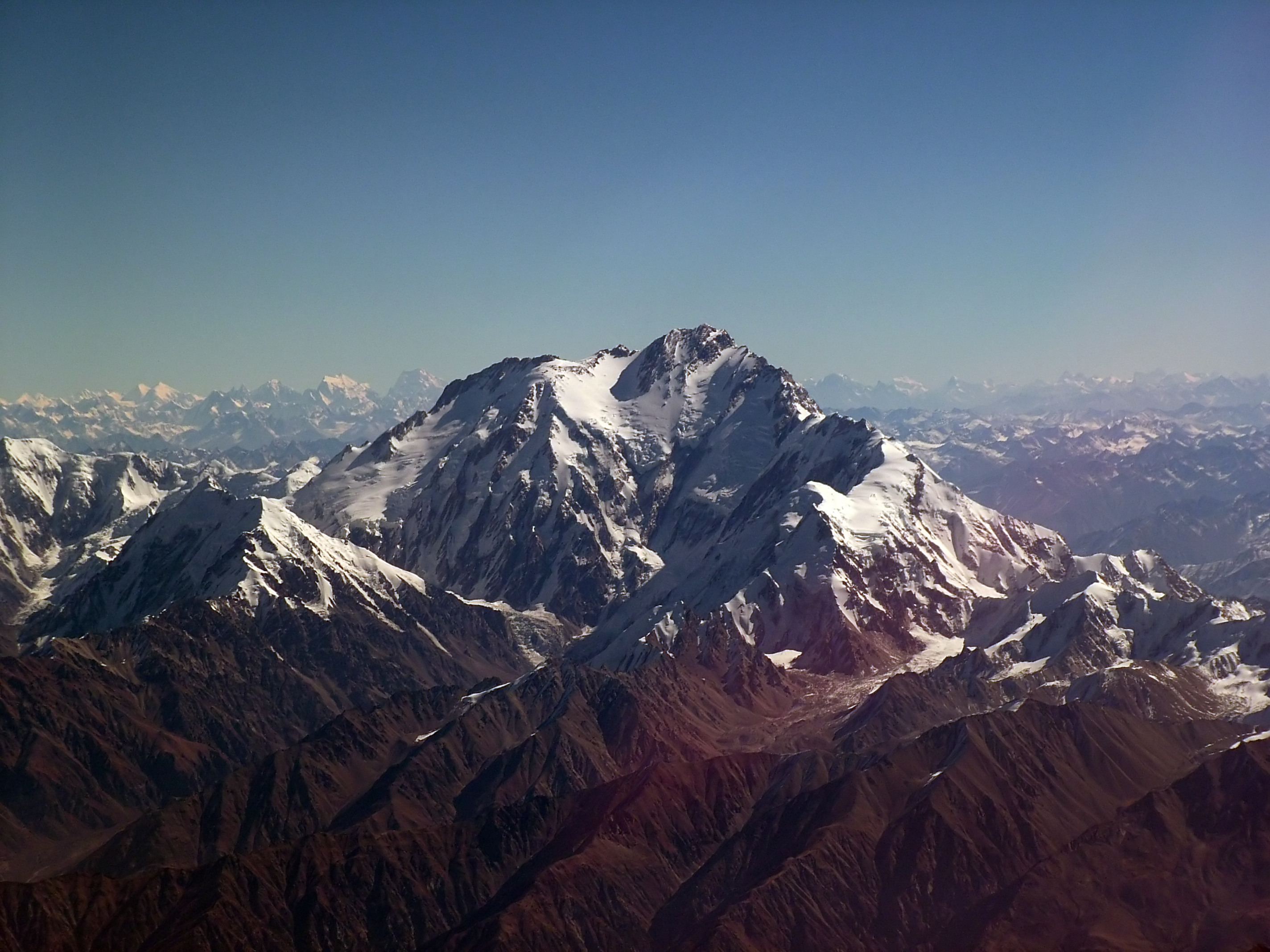
Il Nanga Parbat

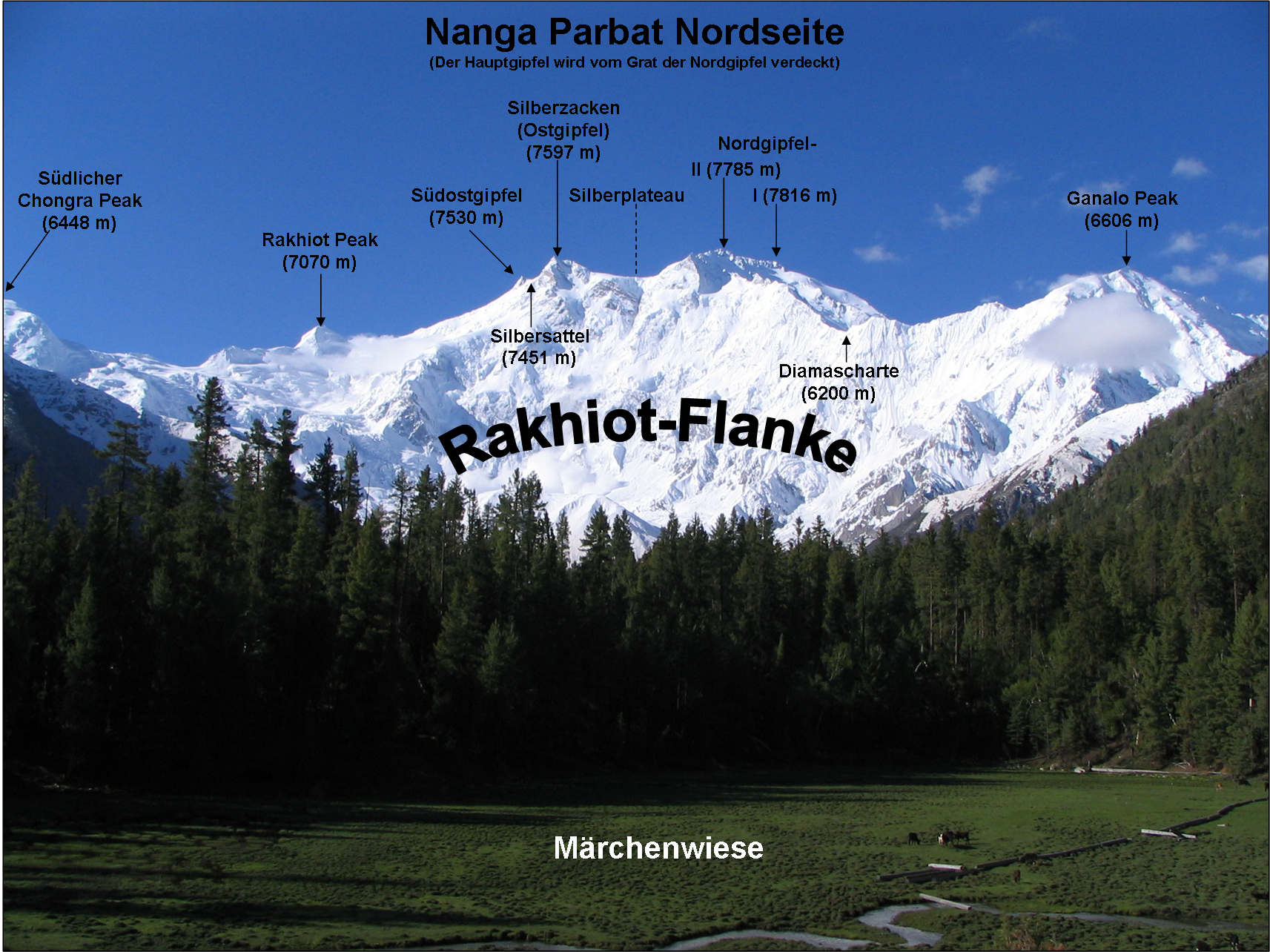
Versante nord del massiccio del Nanga Parbat

La  spedizione alpinistica tedesca al Nanga Parbat svolta nell'estate del  1938   fu la sesta esplorazione di una squadra del Reich tedesco alla "Schicksalsberg", la “Montagna del destino dei tedeschi”,  o la "Nostra montagna", il Nanga Parbat (8.125 m), la nona vetta più alta della Terra e fino allora mai conquistata. L'obiettivo era  la conquista della vetta inviolata. La spedizione fu bloccata dal maltempo e non riuscì a scalare la montagna all'altitudine raggiunta durante la spedizione del 1934 mentre scoprì i corpi congelati e mummificati di Willy Merkl  e Gaylay risalenti alla spedizione del 1934.

## Presupposti
Il primo tentativo di scalata del Nanga Parbat da parte di una squadra tedesca ebbe luogo nel 1932 nell'ambito della spedizione himalayana tedesco-americana. Tuttavia, a causa delle cattive condizioni meteorologiche, la salita non fu possibile e la spedizione fu interrotta a circa 7.400 m. Due anni dopo, nel 1934, la spedizione tedesca sul Nanga Parbat fece un altro tentativo, che si concluse tragicamente. Durante la spedizione persero la vita i quattro alpinisti Alfred Drexel, Willy Merkl, Uli Wieland e il pioniere dell'alpinismo Willo Welzenbach, nonché sei sherpa. Il Nanga Parbat divenne quindi la “montagna del destino dei tedeschi” che doveva essere conquistata. La spedizione del 1937 si rivelò tragica. Nella notte tra il 14 e il 15 giugno, una gigantesca valanga di ghiaccio e neve si staccò dai seracchi del ghiacciaio Rakhiot, sorprendendo gli scalatori nel sonno. Tutti e sette i membri della spedizione e nove sherpa morirono all'istante. I medici sopravvissuti Luft e Troll, che stavano conducendo ricerche nella valle vicina, scoprirono il disastro il 18 giugno mentre erano intenti nella salita al Campo IV.

## La squadra di spedizione

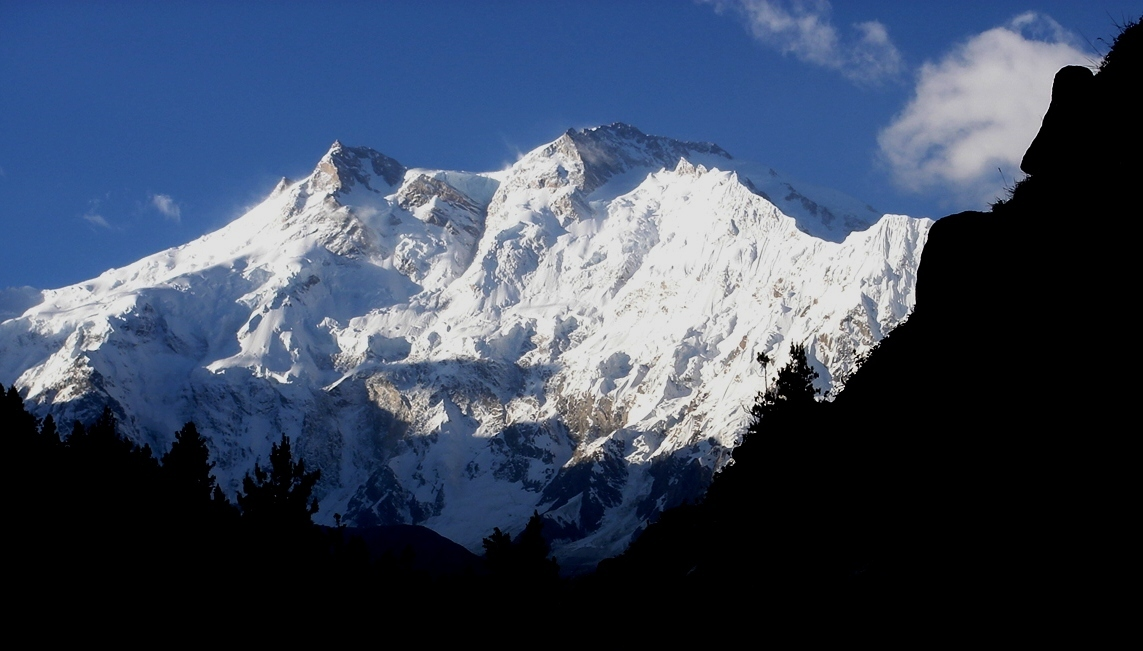
La parete nord detta Rakhiot

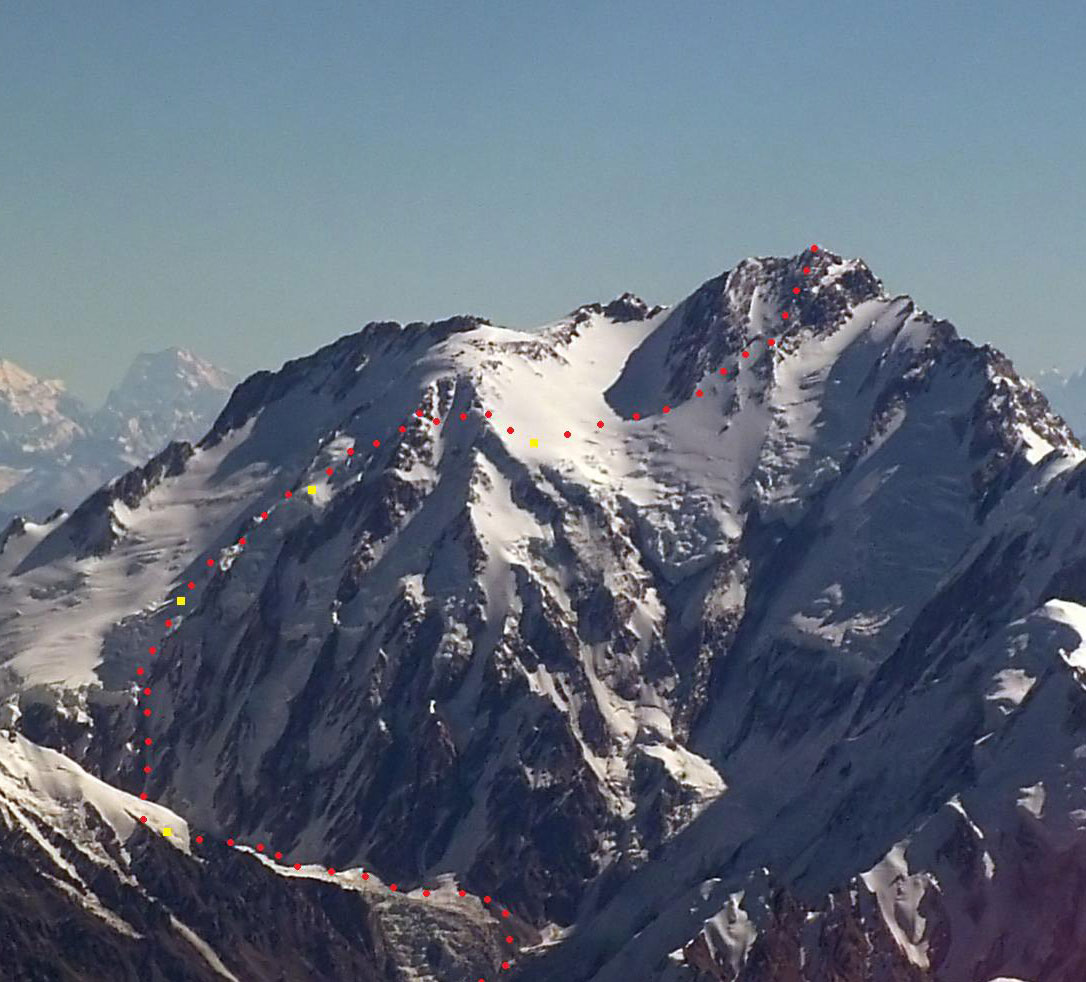
La parete nord-ovest detta Diamir

Dopo il fallimento della spedizione del 1937  gli alpinisti tedeschi chiesero il permesso alle autorità di fare un ulteriore tentativo nel 1938. Questa volta, Paul Bauer assunse il comando della squadra. Grazie ai contributi del Club Alpino tedesco-austriaco(Ahademischen Alpenverein) (il DAV contava 200.000 soci) e alla gestione della "Fondazione Deutsche Himalayan", i finanziamenti non mancarono. Visto che tutti i migliori scalatori tedeschi-austriaci erano morti nelle precedenti spedizioni, il cuore stesso dell'impresa ne era stato annientato, fu quindi necessario creare una nuova squadra sportiva, partendo da zero.  Istruito dalle sue esperienze precedenti, Paul Bauer si associò Fritz Bechtold come secondo in comando, scelse Ulrich Cameron Luft , un sopravvissuto dell'impresa del 1937,  Alfred Ebermann un tecnico esperto dell'apparato radio e un alpinista dotato tecnicamente per le grandi altezze. Per le sue indagini fisiologiche , Luft richiese anche l'aiuto del dottor Bruno Balke che, come sciatore, aveva esperienza di alta montagna. 
Tra le nuove reclute figuravano Ludwig Schmaderer, l'unico scalatore dotato tecnicamente per le sue imprese nelle Alpi, nel Caucaso e nel Sikkim nel 1937, il dott. Eugen Allwein (nel Pamir, 1928), Peter Aufschnaiter, il dott. Ernst Beigel (Caucaso, 1928), Julius Brenner, Wilhelm Fendt, Karl von Kraus, Joachim Leupold,  Mathias Rebitsch, Hans-Herbert Ruths, Ludwig Schmaderer, Rolf von Chlingensperg, Stefan Zuck che nel 1936 conquistò le montagne della Terra del Fuoco, all'estremità meridionale del Sud America, con 10 prime ascensioni in Patagonia e infine il pilota e alpinista Karl Julius Alexander Thoenes, tutti membri dell'Associazione Accademica Alpina di Monaco di Baviera e del Club Alpino tedesco e austriaco, principalmente delle sezioni Hochland e Oberland. Tre ottavi delle spese necessarie furono sostenute dai soci, il resto dai Comitati dei club sopra menzionati.  L'obiettivo principale della scalata del Nanga Parbat poteva essere modificato se ci fossero state difficoltà nel viaggio attraverso la regione del Sikkim,  scegliendo l'Himalaya Centrale come possibile meta e tentare l'ascesa di una montagna di 8.000 metri, come il Kangchenjunga, o puntare su montagne alte 7.000 metri. Pure due inglesi presero parte a questa campagna, con incarichi diversi: il tenente Mac Kenna come ufficiale addetto ai trasporti e il maggiore Kenneth Hadow come ospite. Costui era residente a Srinagar fin dalla prima infanzia e aveva osservato a lungo il Nanga Parbat dall'alto di Gulmarg, per lui era la realizzazione di un grande sogno riuscire a salire fino al Campo 5 (6.700 m). L'arruolamento sul posto dei portatori per gli accampamenti fu difficoltoso per il capo spedizione:  a Darjeeling era convinzione tra la popolazione  della presenza di spiriti maligni e diavoli sul Nanga Parbat  e nessuno dei portatori sherpa, sopravvissuti dell'anno precedente, era disposto a ripartire per un'altra iniziativa rischiosa. Con l'aiuto dell'"Himalayan Club" e dello sherpa Nursang,  portatore sul monteKangchenjunga nel 1929, riuscì a ottenere dieci giovani sherpa e Bhutia per la spedizione. 
Grazie all'intervento finanziario dell'Aero Club tedesco, un aereo venne assegnato alla spedizione e il pilota fu Karl Julius Alexander Thoenes, uno degli alpinisti che salì sul monte Kangchenjunga  fino a 7.400 m. nel 1929. Questo aereo, un trimotore Junker, atterrò alla fine di maggio a Srinagar sul terreno messo a disposizione dal maharaja. Da lì, Thoenes effettuò sette voli successivi, cinque per rifornire il Campo IV e due per scattare fotografie. Questi voli duravano in media tre ore, e la distanza tra Srinagar e il Nanga Parbat era di soli 130 km. Le frequenti osservazioni meteorologiche aeree  tra Srinagar e il Nanga Parbat aumentarono  la sicurezza della squadra.

## La scalata
La marcia di avvicinamento al Monte avvenne attraverso Abbotabad, Balakot e la valle di Kagan, che si rivelò molto più accidentata rispetto alla rotta di Gilgit. L'unica difficoltà fu l'attraversamento del passo Babusar (4.170 m), più ripido del Bursil, che conduce a Chilas. Il maggiore Rüssel, vice commissario degli Hazara, provvide ad aprire la strada e a riparare i ponti (200 tra operai e soldati avevano preceduto la spedizione). Attraverso Babusar e la valle di Thak, la carovana discese fino alla confluenza dell'Indo e ne seguì il corso fino al famoso ponte Rakiot. Da lì raggiunse il campo base, che fu allestito il 1° giugno nella sua posizione abituale, ai piedi della grande morena di Rakiot. I coolie vennero licenziati: solo 30 Baltis e 10 sherpa di Darjiling vennero mantenuti sotto il comando di Sardar Nursang. La linea di attacco alla montagna rimase sempre la stessa come nelle altre spedizioni, ma il fronte del ghiacciaio era cambiato creando nuovi problemi tecnici da risolvere nei dettagli. Enormi crepacci si erano aperti attorno al Campo 3, che non fu raggiunto prima del 15 giugno. Dal 10 giugno, il tempo meraviglioso cambiò rannuvolandosi scatenando nevicate ad alta quota mentre Ulrich Cameron Luft e Stefan Zuck si spostarono dalla valle di Rakiot a quella di Diamir per esaminare il percorso tentato da Albert Mummery nel 1895. Qui notarono che l'accesso diretto al punto più alto da questo lato del Diamir sembrava impossibile e la cresta del Diamir terminava vicino alla cima settentrionale, a più di 2 km di distanza dal punto più alto. La zona si palesò difficilmente accessibile, se non attraverso la cima ai piedi della quale Peter Aschenbrenner e Erwin Schneider si fermarono il 6 luglio 1934. Il tempo cambiò al peggio e la squadra si bloccò nel Campo 4 a causa delle intense tempeste di  neve al punto che  fu necessario il rifornimento di provviste dall'aria  rilasciate dall'aereo pilotato da Alexander Thoenes.  Il 17 luglio si scatenò una terribile tempesta da nord  che colpì il Campo 5 e nei giorni successivi  nella parete di ghiaccio del Rakhiot Peak, Fritz Bechtold e Stefan Zuck si imbatterono nella mummia di Pinju Norbu, un portatore morto della spedizione del 1934, e salendo al Mohrenkopf trovarono anche i corpi di Willy Merkl e Gyali . Nonostante le difficoltà, fu raggiunta la cresta, dove si trovava il Campo 4 della spedizione del 1934,  presso il contrafforte sud-orientale del Nanga Parbat che si ergeva per 4.000 metri dalle profondità della valle del Rupal sottostante. Il 24 e 25 luglio tempo peggiorò ulteriormente, le nubi monsoniche si alzarono e si riversarono contro la parete meridionale del Nanga Parbat. Un vento da nord tenne a freno il gruppo e raramente permise loro di superare la cresta. Vista l'impossibilità di procedere e i pericoli incombenti, memore  dei disastri precedenti, il capo spedizione Paul Bauer,  il 5 agosto,  ordinò al gruppo di scendere prima che la Silver Saddle, a metà strada tra il Rakhiot Peak e la cima del Nanga Parbat, fosse raggiunta, ponendo fine all'impresa.

## Conclusione
Per concludere la spedizione, Bauer e i suoi alpinisti sorvolarono la vetta. Il 4 settembre tornarono a Monaco di Baviera in aereo, mentre il grosso della comitiva viaggiò via mare da Karachi ad Amburgo.
La spedizione fu condotta secondo gli osservatori con l'abilità e la prudenza che ci si aspettava da un leader come Bauer, che voleva riportare in patria la sua squadra illesa. Dopo i disastri del 1934 e del 1937, una nuova catastrofe sarebbe stata intollerabile nei giudizi dei politici e dell'opinione pubblica. Al contrario, secondo Bauer, la spedizione dissolse la paura superstiziosa che la montagna suscitava. "Contro il maltempo non si poteva far altro che inchinarsi e aspettare un'occasione migliore". Gli alpinisti tedeschi riacquistarono la fiducia e la speranza di trionfare nella futura impresa del 1940.